# NGC 339

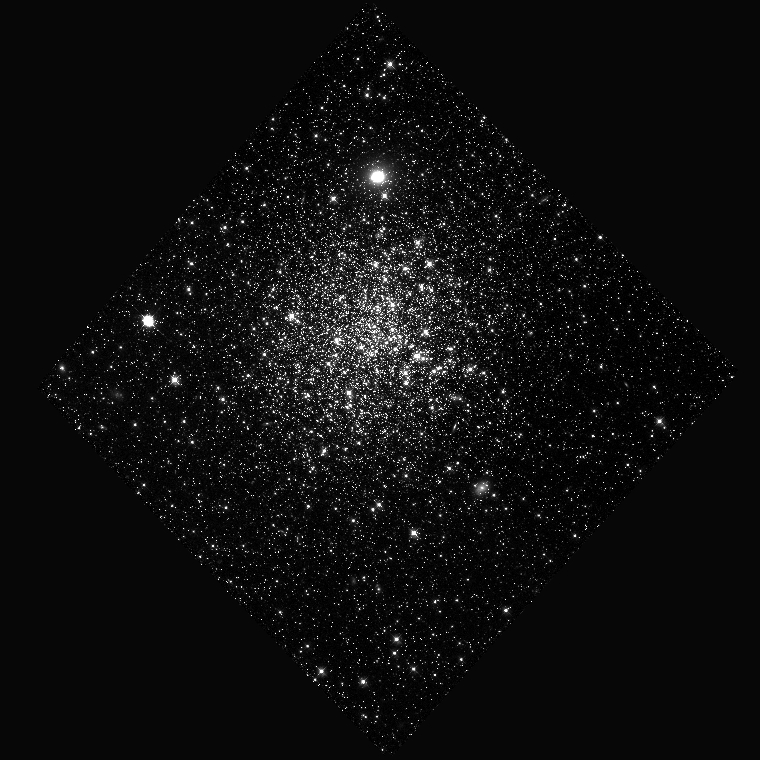
NGC 339 par le télescope spatial Hubble.

NGC 339 est un amas globulaire du Petit Nuage de Magellan (PNM) située dans la constellation du Toucan.
L'astronome britannique John Herschel l'a découvert en 1835.
NGC 339 est un amas globulaire âgé d'environ 6,3 milliards d'années. Sa masse est estimée à 5,7 × 104 {\displaystyle M_{\odot }} et sa luminosité à 7,2 × 104 {\displaystyle L_{\odot }}, ce qui donne un rapport masse/luminosité ({\displaystyle M_{\odot }}/{\displaystyle L_{\odot }}) de 0,79.